# ترک خوردگی استرس محیطی
ترک خوردگی استرس محیطی (ESC) یکی از مهمترین دلایل خرابی شکننده غیرمنتظره پلیمرهای ترموپلاستیک (به خصوص آمورف‌ها) است که در حال حاضر شناخته شده‌است. طبق ASTM D883، ترک خوردگی تنش به عنوان «ترک خارجی یا داخلی پلاستیک ناشی از تنش‌های کششی کمتر از مقاومت مکانیکی کوتاه مدت آن» تعریف می‌شود. این نوع ترک به‌طور معمول شامل ترک خوردگی شکننده، با کشش کم یا بدون کشش ماده از سطح خرابی مجاور آن است.

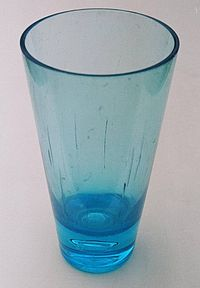
دیوانگی (ترک سطح) تولید شده توسط ESC در لیوان PMMA

ترک خوردگی ناشی از تنش محیطی ممکن است حدود ۱۵–۳۰٪ از کلیه خرابی‌های اجزای پلاستیکی در سرویس باشد. این رفتار به ویژه در ترموپلاستیک‌های شیشه ای و بی‌شکل شیوع دارد. پلیمرهای آمورف به دلیل ساختار سست خود ESC را نشان می‌دهند که نفوذ مایع به داخل پلیمر را آسان می‌کند. پلیمرهای آمورف به دلیل افزایش حجم آزاد، در دمای بالاتر از دمای انتقال شیشه (Tg) مستعد ESC هستند. با نزدیک شدن Tg، مایعات بیشتری می‌توانند در زنجیره‌های پلیمر نفوذ کنند. مقاومت ESC و پلیمر در برابر ESC (ESCR) برای چندین دهه مورد مطالعه قرار گرفته‌است.
تحقیقات نشان می‌دهد که قرار گرفتن در معرض پلیمرها در معرض مواد شیمیایی مایع باعث تسریع در فرایند دیوانگی می‌شود و شروع به ایجاد دیوانگی در تنش‌هایی می‌کند که بسیار کمتر از فشار ناشی از دیوانگی در هوا است. عمل تنش کششی یا مایع خورنده به تنهایی برای ایجاد خرابی کافی نیست، اما در ESC ایجاد و رشد ترک ناشی از عملکرد ترکیبی تنش و مایع محیطی خورنده است. این مایعات خورنده محیطی «عوامل شیمیایی ثانویه» نامیده می‌شوند، غالباً آلی هستند و به عنوان حلالهایی که پیش‌بینی نشده در طول عمر استفاده از پلاستیک در تماس باشند، تعریف می‌شوند.
شکست به ندرت با عوامل شیمیایی اولیه در ارتباط است، زیرا پیش‌بینی می‌شود این مواد در طول عمر با پلیمر تماس داشته باشند و بنابراین سازگاری قبل از استفاده اطمینان حاصل می‌شود. در هوا، خرابی ناشی از خزش به پارگی خزش معروف است، زیرا هوا به عنوان نرم‌کننده عمل می‌کند و این به موازات ترک خوردگی تنش محیطی عمل می‌کند. از آنجا که ترک خوردگی باعث شکست پیوندهای پلیمری نمی‌شود، با تخریب پلیمر تا حدودی متفاوت است. در عوض، این ارتباطات ثانویه بین پلیمرها را از بین می‌برد. این فشارها هنگامی شکسته می‌شوند که تنشهای مکانیکی باعث ایجاد ترکهای جزئی در پلیمر شده و تحت شرایط سخت محیطی به سرعت گسترش می‌یابند.
همچنین دیده شده‌است که شکست فاجعه بار تحت تنش می‌تواند به دلیل حمله یک معرف باشد که در یک حالت بدون تنش به پلیمر حمله نخواهد کرد. ترک خوردگی تنش محیطی به دلیل افزایش دما، بارگذاری چرخه ای، افزایش غلظت تنش و خستگی تسریع می‌شود. متالوژیست‌ها معمولاً از اصطلاح ترک خوردگی در برابر فشار یا شکست تنش محیطی برای توصیف این نوع خرابی در فلزات استفاده می‌کنند.

## پیش‌بینی ESC
اگرچه چندین دهه است که پدیده ESC شناخته شده‌است، اما تحقیقات هنوز پیش‌بینی این نوع خرابی را برای همه محیط‌ها و هر نوع پلیمر امکان‌پذیر نکرده‌است. برخی از سناریوها کاملاً شناخته شده، مستند یا قابل پیش‌بینی هستند، اما هیچ مرجع کاملی برای همه ترکیبات تنش، پلیمر و محیط وجود ندارد. میزان ESC به عوامل زیادی از جمله ترکیب شیمیایی پلیمر، پیوند، تبلور، زبری سطح، وزن مولکولی و تنش باقیمانده بستگی دارد. این امر به طبیعت و غلظت شیمیایی معرف مایع، دمای سیستم و میزان کرنش نیز بستگی دارد.

## مکانیسم‌های ESC
در مورد چگونگی واکنش برخی از واکنش دهنده‌ها بر روی پلیمرهای تحت فشار، نظرات مختلفی وجود دارد. از آنجا که ESC اغلب به جای پلیمرهای نیمه بلوری در پلیمرهای آمورف دیده می‌شود، نظریه‌های مربوط به مکانیسم ESC اغلب حول فعل و انفعالات مایع با مناطق بی‌شکل پلیمرها می‌چرخند. یکی از این نظریه‌ها این است که مایع می‌تواند به داخل پلیمر پخش شود و باعث تورم شود که تحرک زنجیره ای پلیمر را افزایش می‌دهد. نتیجه کاهش تنش عملکرد و دمای انتقال شیشه (Tg) و همچنین پلاستیک شدن ماده است که منجر به دیوانگی در تنش‌ها و فشارهای پایین می‌شود. دیدگاه دوم این است که مایع می‌تواند با خیساندن سطح پلیمر، انرژی مورد نیاز برای ایجاد سطوح جدید در پلیمر را کاهش دهد و از این رو به تشکیل فضاهای خالی کمک می‌کند، که تصور می‌شود در مراحل اولیه تشکیل دیوانگی بسیار مهم است. ESC ممکن است به‌طور مداوم رخ دهد، یا یک مکانیسم شروع و توقف قطعه ای باشد.
آرایه ای از شواهد تجربی برای تأیید نظریه‌های فوق وجود دارد:
- هنگامی که یک دیوانگی در یک پلیمر ایجاد می‌شود، این یک مسیر انتشار آسان ایجاد می‌کند تا حمله محیطی ادامه یابد و روند دیوانگی تسریع شود.
- سازگاری شیمیایی بین محیط و پلیمر میزان حاکم شدن و پلاستیک شدن محیط توسط پلیمر را کنترل می‌کند.

## وقتی نرخ رشد ترک زیاد است، اثرات ESC کاهش می‌یابد. این امر در درجه اول به دلیل عدم توانایی مایعات در برابر رشد ترک است
- پس از جدا شدن از زنجیره‌های دیگر، پلیمرها تراز می‌شوند، بنابراین اجازه می‌دهد تردی صورت شود.

ESC عموماً در سطح پلاستیک رخ می‌دهد و به ماده شیمیایی ثانویه برای نفوذ قابل توجهی در ماده، که خواص عمده را اصلاح نمی‌کند، نیاز ندارد.
نظریه دیگری برای سازوکار انتشار دیوانگی در پلیمرهای آمورف توسط کرامر ارائه شده‌است. طبق نظریه وی، شکل‌گیری سطوح داخلی در پلیمرها با کشش سطحی پلیمری که هم با فعل و انفعالات ثانویه و هم با سهم زنجیرهای تحمل کننده ای که برای تشکیل یک سطح باید دچار شکستگی یا لغزش شوند، تعیین می‌شود. این تئوری توضیح می‌دهد که تنش مورد نیاز برای انتشار شوق در حضور مواد فعال سطح مانند مواد شوینده و دمای بالا کاهش می‌یابد.

### مکانیسم ESC در پلی اتیلن
پلیمرهای نیمه بلورین مانند پلی اتیلن در صورت قرار گرفتن در معرض عوامل ترک خوردگی در برابر فشار، شکستگی شکننده نشان می‌دهند. در چنین پلیمرهایی، کریستالیت‌ها توسط مولکول‌های کراوات از طریق فاز آمورف متصل می‌شوند. مولکول‌های کراوات از طریق انتقال بار نقش مهمی در خصوصیات مکانیکی پلیمر دارند. عوامل ترکش در برابر فشار، مانند مواد شوینده، برای کاهش نیروهای منسجمی که مولکولهای کراوات را در بلورها حفظ می‌کنند، عمل می‌کنند، بنابراین «بیرون کشیدن» و جدا شدن از لانه‌ها را تسهیل می‌کند. در نتیجه، ترک خوردگی در مقادیر تنش کمتر از سطح تنش بحرانی ماده آغاز می‌شود.
به‌طور کلی، مکانیسم ترک خوردگی تنش محیطی در پلی اتیلن شامل جدا شدن مولکول‌های کراوات از بلورها است. تعداد مولکولهای کراوات و مقاومت بلورهایی که آنها را لنگر می‌اندازند از عوامل کنترل‌کننده در تعیین مقاومت پلیمر در برابر ESC هستند.

## شناسایی ESC
برای ارزیابی مقاومت یک پلیمر در برابر ترک خوردگی تنش محیطی، از چندین روش مختلف استفاده می‌شود. یک روش معمول در صنعت تولید پلیمر استفاده از جیگ برگ است که طی یک آزمایش نمونه را تحت فشار متغیر قرار می‌دهد. نتایج این آزمایش تنها با استفاده از تنها یک نمونه، فشار بحرانی ترک خوردگی را نشان می‌دهد. یک تست پرکاربرد دیگر، تست تلفن بل است که نوارهای خم شده تحت شرایط کنترل شده در معرض مایعات مورد علاقه قرار می‌گیرند. بعلاوه، آزمایشهای جدیدی توسعه یافته‌است که زمان شروع ترک تحت بارگذاری عرضی و یک حلال تهاجمی (۱۰٪ محلول Igepal CO-630) ارزیابی می‌شود. این روش‌ها برای استرس دادن مواد به صورت دو محوری به یک تورفتگی متکی هستند، در حالی که از غلظت تنش شعاعی جلوگیری می‌کنند. پلیمر تحت فشار در عامل تهاجمی قرار می‌گیرد و پلاستیک تحت فشار در اطراف تورفتگی برای ارزیابی زمان تشکیل ترک، که راهی است برای اندازه‌گیری مقاومت ESC، مشاهده می‌شود. دستگاه تست این روش با نام Telecom شناخته می‌شود و از لحاظ تجاری در دسترس است. آزمایشات اولیه نشان داده‌است که این آزمایش نتایج معادل ASTM D1693 را ارائه می‌دهد، اما در مقیاس زمانی بسیار کوتاه‌تر. تحقیقات فعلی مربوط به کاربرد مکانیک شکستگی در مطالعه پدیده‌های ESC است. به‌طور خلاصه، توصیف کننده واحدی وجود ندارد که برای ESC قابل استفاده باشد - بلکه شکستگی خاص به مواد، شرایط و عوامل شیمیایی ثانویه موجود بستگی دارد.
از میکروسکوپ الکترونی روبشی و روش‌های فراکتوگرافی به‌طور تاریخی برای تجزیه و تحلیل مکانیسم خرابی، به ویژه در پلی اتیلن با چگالی بالا (HDPE) استفاده شده‌است. شکست یخ به ویژه برای بررسی سینتیک ESC بسیار مفید واقع شده‌است، زیرا آنها عکسبرداری از زمان انتشار ترک را فراهم می‌کنند.

## سخت شدن کرنش به عنوان اندازه‌گیری مقاومت در برابر ترک خوردگی تنش محیطی (ESCR)
روشهای مختلفی برای اندازه‌گیری ESCR وجود دارد. با این حال، زمان طولانی آزمایش و هزینه‌های زیاد مرتبط با این روش‌ها، فعالیت‌های تحقیق و توسعه برای طراحی مواد با مقاومت بالاتر در برابر ترک خوردگی تنش را کند می‌کند. برای غلبه بر این چالش‌ها، یک روش ساده و سریعتر جدید برای ارزیابی ESCR برای مواد پلی اتیلن با چگالی بالا (HDPE) توسط SABIC ایجاد شد. در این روش مقاومت در برابر رشد آهسته ترک یا ترک خوردگی تنش محیطی از اندازه‌گیری کششی ساده در دمای ۸۰ پیش‌بینی شده‌است. هنگامی که پلی اتیلن تحت کشش تک محوری تغییر شکل می‌یابد، قبل از عملکرد، فاز بلورین سخت پلیمر دچار تغییر شکل کوچک می‌شود در حالی که حوزه‌های آمورف به‌طور قابل توجهی تغییر شکل می‌دهند. پس از نقطه تسلیم اما قبل از اینکه ماده تحت سختی کششی قرار گیرد، لاماهای بلوری در جایی که هم فاز بلوری و هم دامنه‌های آمورف به تحمل بار و صافی کمک می‌کنند، می‌لغزد. در برخی موارد، حوزه‌های آمورف که در آن سخت شدن کرنش آغاز می‌شود کاملاً کشیده می‌شوند. در منطقه سخت شدن کرنش، حوزه‌های آمورف کشیده تبدیل به فاز تحمل بار می‌شوند در حالی که لاماهای کریستالی دچار شکستگی شده و برای تنظیم تغییر فشار باز می‌شوند. زنجیره‌های تحمل بار در حوزه‌های آمورف در پلی اتیلن از مولکول‌های کراوات و زنجیره‌های پیچیده ساخته شده‌اند. به دلیل نقش کلیدی مولکول‌های کراوات و درهم تنیدگی‌ها در مقاومت در برابر ترک خوردگی تنش محیطی در پلی اتیلن، نتیجه می‌شود که ESCR و رفتارهای سخت شدن کرنش به خوبی می‌توانند ارتباط داشته باشند.
در روش سخت شدن کرنش، شیب منطقه سخت شدن کرنش (بالاتر از نسبت کشش طبیعی) در منحنی‌های تنش-کرنش واقعی محاسبه و به عنوان معیار ESCR استفاده می‌شود. این شیب را مدول سخت شدن کرنش (Gp) می‌نامند. مدول سخت شدن کرنش در کل منطقه سخت شدن کرنش در منحنی کرنش تنش واقعی محاسبه می‌شود. منطقه سخت شدن کرنش منحنی تنش-کرنش به عنوان یک قسمت تغییر شکل دهنده همگن بسیار بالاتر از نسبت کشش طبیعی در نظر گرفته می‌شود که با وجود انتشار گردن و زیر حداکثر کشیدگی تعیین می‌شود. مدول سخت شدن کرنش وقتی در دمای ۸۰ اندازه‌گیری می‌شود به همان فاکتورهای مولکولی حاکم بر مقاومت ترک نرم در HDPE حساس است که با آزمایش ESCR تسریع شده در جایی که از یک ماده فعال سطح استفاده می‌شود اندازه‌گیری می‌شود. مشخص شده‌است که مدول سختی کرنش و مقادیر ESCR برای پلی اتیلن به شدت با یکدیگر ارتباط دارند.

## مثال‌ها
یک نمونه بارز از نیاز به مقاومت در برابر ESC در زندگی روزمره صنعت خودرو است که در آن تعدادی از پلیمرهای مختلف تحت تعدادی مایعات قرار می‌گیرند. برخی از مواد شیمیایی موجود در این فعل و انفعالات شامل بنزین، روغن ترمز و محلول تمیز کننده شیشه جلو اتومبیل است. نرم‌کننده‌های شستشو از PVC همچنین می‌توانند باعث ایجاد ESC در مدت زمان طولانی شوند، به عنوان مثال. یکی از اولین نمونه‌های این مسئله مربوط به ESC LDPE بود. این ماده در ابتدا در عایق بندی کابلهای الکتریکی مورد استفاده قرار گرفت و به دلیل اثر متقابل عایق با روغن، ترک خوردگی ایجاد شد. راه حل این مسئله در افزایش وزن مولکولی پلیمر بود. یک آزمایش قرار گرفتن در معرض مواد شوینده قوی مانند Igepal برای هشدار ESC ایجاد شده‌است.

### کلید پیانو SAN
یک نمونه خاص تر به صورت کلید پیانو ساخته شده از اکریلونیتریل استایرن قالب تزریق (SAN) ساخته می‌شود. کلید دارای یک انتهای قلاب است که آن را به یک فنر فلزی متصل می‌کند، که باعث می‌شود کلید پس از ضربه دوباره به حالت اولیه برگردد. در حین مونتاژ پیانو از چسب استفاده شده و چسب اضافی که به قسمتهایی که نیازی به آن نبود ریخته شده بود با استفاده از یک حلال کتون برداشته شد. مقداری بخار از این حلال در سطح داخلی کلیدهای پیانو متراکم می‌شود. مدتی پس از این تمیز کردن، شکستگی در محل اتصال محل اتصال قلاب به فنر ایجاد شد.
برای تعیین علت شکستگی، کلید پیانو SAN برای مدت کوتاهی بالاتر از دمای انتقال شیشه آن گرم شد. اگر در داخل پلیمر تنش پسماند وجود داشته باشد، قطعه با نگه داشتن در چنین دمایی کوچک می‌شود. نتایج نشان داد که انقباض قابل توجهی وجود دارد، به ویژه در محل اتصال انتهای بهار قلاب. این نشان دهنده غلظت تنش، احتمالاً ترکیبی از تنش باقیمانده از شکل‌گیری و عملکرد فنر است. نتیجه‌گیری شد که اگرچه استرس باقیمانده وجود دارد، شکستگی به دلیل ترکیبی از تنش کششی حاصل از عمل فنر و وجود حلال کتونی است.

## بیشتر خواندن
- ازرین، مایر، راهنمای شکست پلاستیک: علت و پیشگیری، Hanser-SPE (1996).
- رایت، دیوید سی، ترک خوردگی استرس محیطی پلاستیک RAPRA (2001).
- لوئیس، پیتر ریز، رینولدز، کی و گاگ، سی، مهندسی مواد قانونی: مطالعات موردی، CRC Press (2004)